# Hunguhungu
Hunguhungu ili fedu je oblik tradicionalnog kružnog plesa koji izvode garifunske žene u Belizeu, Hondurasu, Nikaragvi i Gvatemali. Ples se sastoji od ritmičkih tema koje obavljaju tri bubnjara.
Hunguhungu se ponekad izvodi tijekom obreda zvanog adugurahani ili dugu, koju Garifuni koriste za "komuniciranje sa svojim preminulim precima". Ples također izvode garifunske žene tijekom Velikog tjedna kako bi se iskazala tuga, a često sadrži tematske elemente izražene prema trenutnim situacijama u svojim zajednicama, s ozbiljnim porukama.